# Melasina melana
Melasina melana är en fjärilsart som beskrevs av Frivaldsky 1838. Melasina melana ingår i släktet Melasina och familjen säckspinnare. Inga underarter finns listade i Catalogue of Life.